# تشارلز ويلسون دايسون
تشارلز ويلسون دايسون (بالإنجليزية: Charles Wilson Dyson)‏ هو ضابط أمريكي، ولد في 2 يناير 1861 في كامبريدج في الولايات المتحدة، وتوفي في 25 أكتوبر 1930 في واشنطن العاصمة في الولايات المتحدة.